# Meine geniale Freundin
Meine geniale Freundin (Originaltitel: L'amica geniale) ist der erste Band des im deutschsprachigen Raum als Neapolitanische Saga bekannt gewordenen Romanzyklus von Elena Ferrante. Er erschien 2011 im italienischen Original; die weiteren drei Bände folgten jeweils ein Jahr später.
Die Tetralogie erzählt die Geschichte einer lebenslangen Freundschaft zwischen zwei aus ärmlichen Verhältnissen stammenden Neapolitanerinnen mit gegensätzlichem Naturell und ungleich verlaufender Entwicklung. Der erste Teil, Meine geniale Freundin, umfasst ihre Kindheit (Die Geschichte von Don Achille) und ihre frühe Jugend (Die Geschichte von den Schuhen).
Eine Besprechung von Ferrantes Werk und speziell dieses Romans im New Yorker verhalf der Autorin 2013 zum Durchbruch auf dem US-amerikanischen Buchmarkt und löste ein bis heute anhaltendes weltweites Echo aus. 2015 wurde Meine geniale Freundin von Literaturkritikern in die BBC-Auswahl der besten 20 Romane von 2000 bis 2014 gewählt. Die deutsche Übersetzung durch Karin Krieger erschien 2016; im Jahr danach folgten Band zwei und drei sowie 2018 der abschließende vierte Teil.

## Inhalt

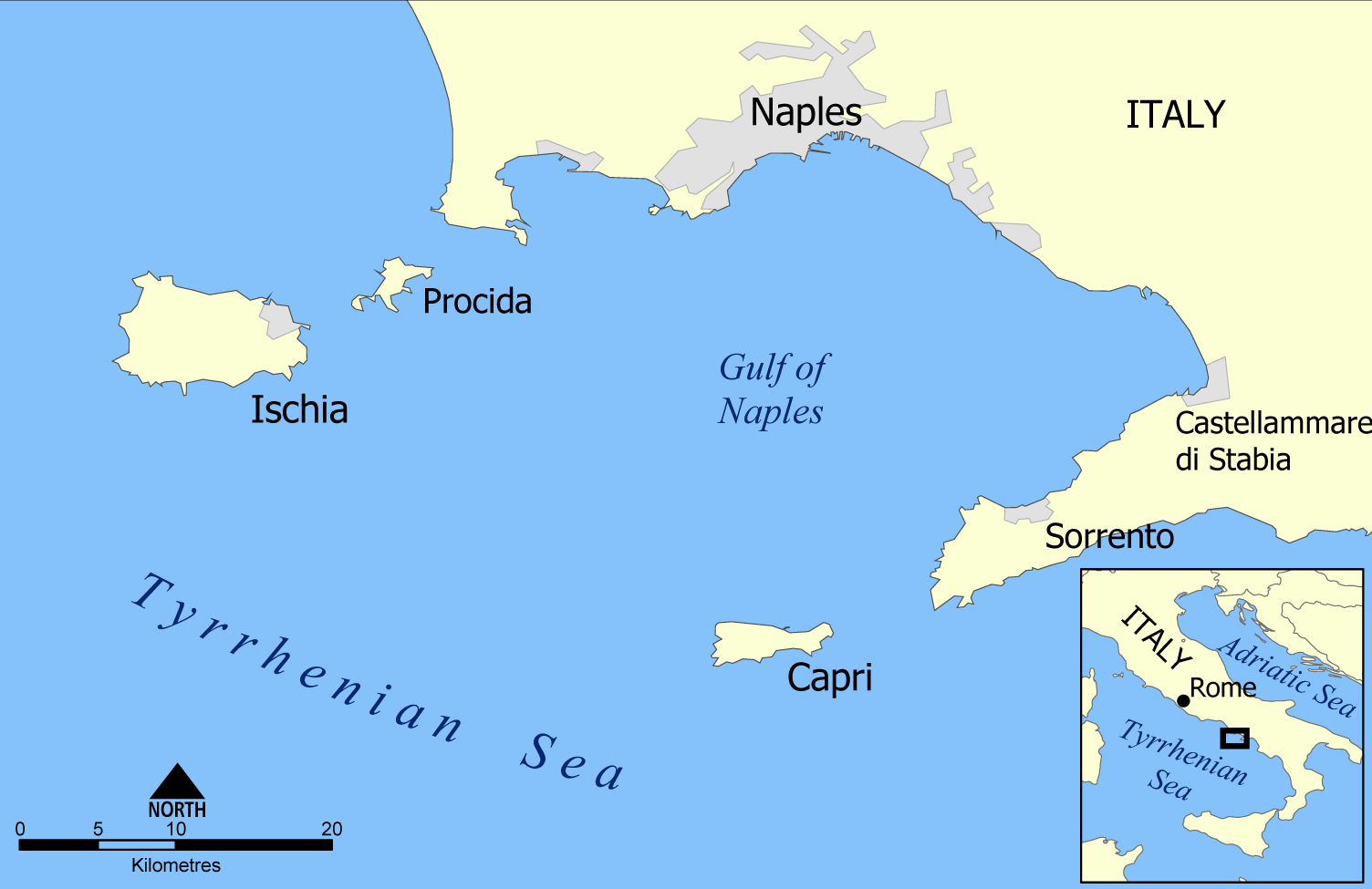
Neapel und Ischia, die Handlungsorte des ersten Bandes

In einem knappen Prolog – offenbar Bestandteil der Rahmenhandlung – erfährt die 66-jährige, in Turin wohnende Ich-Erzählerin Elena, dass ihre lebenslange Freundin Lila verschwunden ist und sämtliche Spuren ihrer bürgerlichen Existenz getilgt hat. Anders als Lilas Sohn Rino, der sich hilfesuchend an sie wendet, ist Elena von diesem radikalen Schritt nicht überrascht und nimmt ihn zum Anlass, die Lebensgeschichte beider Frauen zu Papier zu bringen.
Im August 1944 geboren, wachsen die Mädchen – Raffaella Cerullo (genannt Lina oder Lila) und Elena Greco (auch Lenuccia oder Lenù gerufen) – in einem ärmlichen Viertel von Neapel auf und sind die Besten in ihrer Grundschulklasse. Abgesehen davon sind sie grundverschieden. Lila ist furchtlos, eigenwillig, renitent und sucht nicht nach Anerkennung – nicht einmal dafür, dass sie schon lesen und schreiben kann. Elena hingegen ist ängstlich und unsicher, fleißig und diszipliniert; sie glaubt von sich, nie etwas aus Überzeugung zu tun, ganz im Gegensatz zu Lila, die für sie die Entschlossenheit pur verkörpert und der sie sich anschließt, als es gilt, kindliche Mutproben zu bestehen. Höhepunkt ist ihr gemeinsamer Gang zu Don Achille Carracci, einem auch unter den Erwachsenen gefürchteten Camorrista und für die Mädchen Inbegriff des leibhaftig gewordenen Märchenunholds. Todesmutig verlangt Lila von ihm, die Puppen, die er ihnen gestohlen habe, zurückzugeben – eine Forderung, die er, wiewohl offenbar unschuldig, bezeichnenderweise zu bereinigen versucht, indem er ihnen Geld gibt.

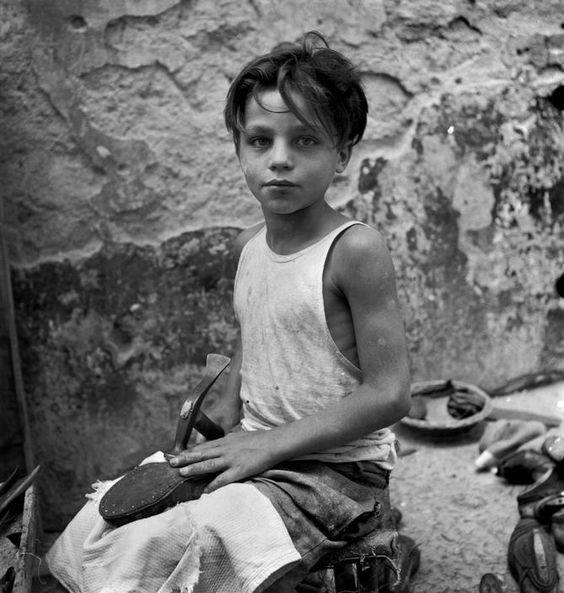
Schusterjunge in Neapel 1948 - Lila ist etwa gleich alt, als sie beginnt, das Handwerk zu erlernen

Mit dem Ende der Grundschulzeit trennen sich die Lebenswege der Protagonistinnen, denn Lilas Eltern weigern sich, Geld auszugeben für eine weiterführende Bildung ihrer Tochter, wogegen Elenas Eltern – unter dem Druck der engagierten Lehrerin Maestra Oliveiro, die sich für beide Mädchen gleichermaßen einsetzt – schließlich einlenken. Fortan fördert die Lehrerin nur noch Elena.
Während Elena zunächst die Mittelschule und später das Gymnasium besucht, beschäftigt sich Lila in der Schusterwerkstatt ihres Vaters. Trotz dieses Handikaps bleibt Lila noch lange Zeit die Überlegene, entdeckt sie doch immer wieder Neues, womit sie ihr Umfeld zu überraschen vermag, sei es als kreative Designerin von Schuhen oder als passionierte Leserin der regionalen Bibliothek. Als sie ihrer hilfesuchenden Freundin einmal die lateinische Grammatik erklärt (die sie sich, wie üblich, selbst beigebracht hat), bewirkt sie damit einen Schub in deren Schulkarriere. Elena gewinnt an Sicherheit, die Lehrer werden auf sie aufmerksam und fördern sie, sodass sie – gestützt auf ihr strenges Lernregime – allmählich zur Besten aufsteigt, sich aber stets bewusst bleibt, dass dieser Rang eigentlich Lila gebührt. Auch Maestra Oliveiro nimmt weiter Einfluss auf Elena. Sie leiht ihr Bücher aus und vermittelt ihr einen längeren Sommerurlaub auf Ischia. Dort blüht die knapp 15-Jährige regelrecht auf – teils durch Sonne, Meer und gutes Essen, teils aber auch durch das Lob für ihren Lese- und Arbeitsfleiß, das die Gastgeberin ihr reichlich spendet und das sie von zuhause überhaupt nicht kennt. Getrübt wird ihr Aufenthalt lediglich durch zwei Männer der hinzukommenden Sarratore-Familie (der einzigen, die ihr Viertel je verlassen hat). Was sie sich vom Sohn, dem zwei Jahre älteren Nino, vergeblich erhofft (ein deutliches Zeichen seiner Zuneigung), drängt ihr sein Vater, der notorische Schürzenjäger und „dichtende Eisenbahner“ Donato, gewaltsam auf.
Zurück in Neapel, beginnt Elena eine Beziehung mit dem Automechaniker Antonio Cappuccio, obwohl sie weiterhin in den Gymnasiasten Nino verliebt ist. Ihre Sorgen verblassen jedoch rasch vor denen ihrer Freundin. Lila ist zu einer Schönheit gereift und wird von zwei Verehrern umworben, erwachsenen Männern Anfang 20. Beide sind reich und Söhne von Camorristi. Den einen, Marcello Solara, lehnt Lila kategorisch ab; dessen ungeachtet versucht er sich durch tägliche Besuche und teure Geschenke in ihrer Familie einzunisten. Der andere, seriöser wirkende Bewerber ist Stefano Carracci, ältester Sohn jenes von den tapferen kleinen Mädchen herausgeforderten Don Achille und seit dessen Tod Inhaber einer Salumeria. Gegenüber Lilas Vater bietet er sich als Investor an, um aus dessen Schusterwerkstatt eine kleine Schuhfirma zu machen, vorausgesetzt, in ihr werden Lilas Entwürfe realisiert. Außerdem kauft er, obwohl sie ihm etwas zu klein sind, das erste, bereits seit längerer Zeit vorhandene Paar Schuhe aus ihrer Kollektion. Lila hatte es zusammen mit ihrem älteren Bruder Rino heimlich und in mühevoller Kleinarbeit gefertigt, um ihren Vater genau dazu zu bewegen, was Stefano nun vorschlägt. Das Projekt wird umgesetzt und Stefano erhält das erhoffte 'Ja' sowohl von Lilas Vater als auch von ihr selbst. Als Lila heiratet, ist sie 16. Die mit viel Pomp, ebenso vielen Schwierigkeiten und tatkräftiger Unterstützung Elenas vorbereitete Feier endet allerdings mit einem doppelten Schock für die Braut: Marcello Solara mischt sich wie selbstverständlich, unter die Gäste – und er trägt die von ihr gefertigten Schuhe! Damit ist Stefano an ihrem Hochzeitstag gleich zweifach wortbrüchig geworden; er hatte ihr fest versprochen, Marcellos Kommen zu verhindern, und er hatte beteuert, er wisse zu schätzen, was gerade diese Schuhe Lila bedeuten.

## Form

### Erzählperspektive
Vergleicht man Meine geniale Freundin mit Ferrantes ersten drei Romanen, die 2012 noch einmal in einer Gesamtausgabe erschienen, fällt formal manch Neues ins Auge, aber auch Bekanntes. Zu den Novitäten gehört beispielsweise der Figurenreichtum, zu den Konstanten das Festhalten an der Sicht, aus der erzählt wird. Es ist, wie Ferrante sie selbst beschreibt, die Perspektive einer „starken, luziden, gebildeten“ Frau aus der Mittelklasse von heute, einer weiblichen Protagonistin also mit reichlich Identifikationspotenzial. Sie agiert als Ich-Erzählerin, die trotz großer zeitlicher Distanz zum Geschehen dies hautnah miterlebbar macht und trotz ihrer kontemplativen Wesensart den Leser mit viel Handlung füttert. Mit Reflexionen hingegen hält sie sich zurück. Auch stellt sie kaum Vermutungen an, was andere an- und umtreibt, nicht einmal mit Blick auf Lila. Gerade das hätte gewiss großen Reiz, für sie wie für den Leser. Dass sie dem widersteht, lässt ein spannungsvolles Bild ihrer „genialen Freundin“ entstehen – eine Vita activa, die anscheinend keine Beweggründe kennt. Das ist Teil ihrer Faszination und macht sie, Lila, zur „schillerndsten“ Figur des Romans.
Die Annahme, das in Meine geniale Freundin Erzählte sei, bedingt durch die Perspektive, allein Elenas Sicht, wird allerdings durch den zweiten Band relativiert. Dort erfährt der Leser, dass Elena die Aufzeichnungen, die Lila ihr überlassen hat und die bis in beider Kindheit zurückreichen, sich so zu „eigen“ macht, dass im Grunde nicht mehr zu unterscheiden ist, was in dem Roman, den sie schreibt, von wem stammt. Doch auch diese Lesart relativiert sich, wenn man das Freundinnenpaar so auffasst, dass es sich bei ihnen um zwei Facetten ein und derselben Person handelt. Diese Deutungsmöglichkeit stellt Meine geniale Freundin zudem in die Traditionslinie anderer vielschichtiger Werke der Weltliteratur, in die unter anderem auch Goethes Faust gehört, dem Ferrante das Motto für ihren Roman entnommen hat.
Eine der verblüffendsten Äußerungen Lilas stützt diese Interpretation zusätzlich. Sie betrifft den Titel des Romans und ändert mit einem Schlag zwar nicht die Erzähl-, aber die Leserperspektive. Der erzielte Effekt ist umso größer, als die Ich-Erzählerin auch hier jedweden Kommentar meidet. Bis zu dem Moment, als Lila – fast am Ende des Romans – jene Aussage trifft, geht man als Leser ganz selbstverständlich davon aus, dass der Titel Meine geniale Freundin auf Lila gemünzt ist, dass er genau dem Bild entspricht, das „die ewige Zweite“ Elena von ihrer besten Freundin hat. Umso größer die Überraschung, als Lila dies plötzlich auf den Kopf stellt: Während beide mit der Anprobe von Lilas Hochzeitskleid beschäftigt sind, kommen sie auch auf Elenas Zukunft zu sprechen; Elena meint, nach dem Abitur in zwei Jahren sei es mit dem Lernen vorbei; Lila entgegnet, das dürfe nicht sein, sie würde ihr sogar die weitere Ausbildung bezahlen, denn: „Du bist meine geniale Freundin, du musst die Beste von allen werden, von den Jungen und von den Mädchen.“ – Was darauf folgt, ist die Fortsetzung ihrer Hochzeitsvorbereitungen; keine Diskussion, nicht einmal eine Rückfrage, auch keine gedankliche Reflexion, weder hier noch später, weder bei Elena noch – spekulativ – bei Lila. Zumindest erzählt Ferrante nicht davon. Dem Leser bleibt so viel Interpretationsspielraum.

### Erzählweise
James Wood lobt Ferrantes überraschenden Perspektivwechsel als gelungene ironische Brechung und als Chance für den Leser, noch einmal eine völlig neue Sicht auf den Roman als Ganzes zu gewinnen. Zudem rechnet er ihren Kunstgriff mit zu den zahlreichen spannungssteigernden Wendungen des Romans. Lilas „Fenstersturz“ – ihr Vater beendet den wochenlangen, auch von ihr aggressiv geführten Streit um ihre schulische Zukunft damit, dass er sie buchstäblich aus dem Fenster wirft – vergleicht Iris Radisch sogar mit dem „klassischen Wendepunkt einer Tragödie“. Eine dritte solche Wendung, durch die Lilas Genialität ans Licht kommt, hebt Verena Auffermann hervor: Die Erstklässlerin Lila stört den Unterricht, reagiert auch nicht auf Ermahnungen, die Lehrerin steht auf, stürzt und bleibt (die Schüler vermuten: tot) liegen. Einige Tage später kehrt sie zurück und beordert Lila nach vorn, aber nicht um sie zu bestrafen, sondern um sie zu loben – dafür, dass sie sich als Dreijährige das Lesen und Schreiben selbst beigebracht hat (was sie Lila auch sogleich vor der Klasse und der eigens dazu eingeladenen Mutter demonstrieren lässt).
Die beiden Teile dieser Sequenz, Verstoß/Unglück und Wendung zum Guten, erzählt Ferrante nicht en bloc. Sie splittet sie, indem sie über drei Kapitel hinweg abschweift – allerdings nicht ohne den ersten Teil mit einem der vielen spannungsvollen Cliffhanger (Ist die Lehrerin wirklich tot? Was passiert mit Lila?) abzuschließen. Mitunter sind die Erzählbögen noch weiter gespannt: So beginnt jeder der beiden großen Lebensabschnitte mit einer Episode, die erst sehr viel später wieder aufgegriffen und beendet wird. An den Schluss des Romans setzt Ferrante einen weiteren Cliffhanger (Wie reagiert die frisch verheiratete Lila auf den doppelten Verrat ihres Mannes?) – so effektvoll, dass „man sofort wissen [will], wie es weitergeht.“ Sandra Kegel erkennt hier eine narrative Technik moderner US-amerikanischer Fernsehserien wieder: das horizontale Erzählen, was bestimmte Handlungsstränge über das Ende einer Folge hinausgehen lässt. Ergänzend weist sie darauf hin, dass dieses Verfahren schon unter den Autoren von Fortsetzungsromanen im 19. Jahrhundert gebräuchlich war – und dass die Arbeiten an einer Verfilmung von Ferrantes Tetralogie bereits begonnen haben sollen.

### Sprache
Die „elegante, schwerelose Sprache“ der Autorin wird in einer Rezension hervorgehoben, in einer anderen das „leichte Gewebe ihrer makellosen Sätze“. In zwei weiteren heißt es, sie pflege einen „unaufgeregten, schmucklosen“ Stil und ihre Sprache sei „schlichter“ als die Elsa Morantes.
Karin Krieger, die Übersetzerin ins Deutsche, empfindet Ferrantes Sprache als „kontrolliert“ und erklärt dies so: Sie selbst habe oft das Bedürfnis, die geschilderten „schlimmen Ereignisse“ auch mit „schlimmen, feurigen, kräftigen Worten“ zu beschreiben, doch Ferrante nehme das sprachlich zurück, und sie müsse ihr darin folgen.
Der Umgang mit Sprache ist auch eins der Themen des Romans. Zum einen betrifft das den ständig präsenten Konflikt zwischen dem im Alltag gebräuchlichen Dialekt und der von der Schule geforderten, aber unterschiedlich beherrschten italienischen Hochsprache. Zum anderen geht es darum, dass beide Mädchen sich als Autorinnen versuchen: Lila frühzeitig und sich später davon distanzierend; Elena allmählich, doch immer mit dem Gefühl, unterlegen zu sein, und dem Wunsch, von Lilas lebendigerem Stil zu lernen.

## Interpretation

### Figuren

#### Hauptfiguren
Die Ausgangsbedingungen für beide Protagonistinnen sind nahezu gleich: Sie stammen aus ärmlichen Verhältnissen und sind beide intelligent, was von ihrer Grundschullehrerin erkannt und gefördert wird, von ihren Eltern jedoch nicht. Einen kleinen Startvorteil hat Elena durch ihren Vater, einen Pförtner in der Stadtverwaltung, der die Welt außerhalb ihres Viertels kennt und sie seiner Tochter auch wenigstens einmal an einem – für sie denkwürdigen – Tag zeigt, und der etwas weniger engherzig ist als seine Frau und so Elenas Bildungskarriere ermöglicht.
Was beide Mädchen unterscheidet, ist, dass sie nicht nur äußerlich Gegensätze sind – Lila die „dünne Schwarze“, Elena der „blonde Pummel“ –, sondern vor allem in ihrem Naturell. Elena ist gehorsam, beflissen, unsicher und zögerlich, Lila hingegen unangepasst, frech, rücksichtslos und zu allem entschlossen. – In vielem erfüllt Lila auch stereotype Vorstellungen von einem „schlampigen Genie“: Was sie anpackt, gelingt ihr auf Anhieb und scheinbar mühelos; so rasch und intensiv ihr Interesse entflammt, so schnell verlischt es oft auch wieder; ihr Ehrgeiz, nah am Perfektionismus, richtet sich ganz auf die Sache, und das Ergebnis misst sie allein am eigenen Urteil, nicht an dem Anderer. – Die Erzählperspektive hat allerdings keinen geringen Einfluss gerade auf das Bild, das der Leser von beiden Protagonistinnen gewinnt. So ist es die subjektive Sicht Elenas, wenn sie sich selbst „schlecht“ und „klein“ macht, während sie ihre „geniale Freundin“ Lila „anhimmelt“ und „heroisiert“. Der erste Band deutet an, dass es ihr jedoch zu gelingen scheint, sich allmählich von ihrem Minderwertigkeitskomplex zu befreien.
Bei der Einschätzung der Freundschaft zwischen beiden Mädchen spielt der Aspekt der Konkurrenz eine zentrale Rolle. Bewertet wird diese Rivalität in den Kritiken unterschiedlich. In einem Fall rundum positiv: Obwohl einseitig in den Prämissen (Anziehung und Bedürftigkeit), sei ihre Beziehung frei von Missgunst und für beide gleichermaßen befruchtend in puncto „Zuneigung, Wissen, Ehrgeiz und Ansporn“. Andere Urteile fallen etwas skeptischer aus: Die Freundinnen seien beinahe, was man im Englischen „frenemies“, Lieblingsfeindinnen, nenne; schon im Prolog zeichne sich ab, dass es darum gehe, wer von beiden „das letzte Wort“ behalte; die Freundschaft mit Lila sei für Elena ein „Bund mit dem Teufel“, worauf auch schon das aus Goethes Faust stammende Motto des Romans verweise.

#### Nebenfiguren
Zur Ausstattung der Hardcover-Ausgabe gehört ein Service, den man unter anderem von benutzerfreundlichen Editionen russischer Gesellschaftsromane des 19. Jahrhunderts kennt und der heute kaum noch üblich ist: ein Figurenverzeichnis, hier sogar in doppelter Ausführung. Dem Roman vorangestellt wird ein fast vollständiges, nach Familien gegliedertes Tableau, und ein reduziertes wird auf einem mobilen Lesekärtchen extra beigegeben.
Insgesamt sind es rund 10 Familien mit etwa 50 Personen, die die Autorin porträtiert, plus Einzelfiguren wie die Grundschullehrerin Oliviero oder deren Cousine Nella auf Ischia. Nahezu einhellig lobt die Kritik Ferrante dafür, dass es ihr gelingt, ein so großes Personal zu „dirigieren“ und „einprägsame Charaktere“ zu schaffen, die sie mit psychologischem Feingefühl zeichne und in „wechselnden Konstellationen“ auftreten lasse, wodurch immer wieder neue Eigenschaften zum Vorschein kämen. Mehrfach genannte Beispiele für besonders gelungene Nebenfiguren sind die „verrückte“ Witwe Melina Cappuccio, deren platonischer Liebhaber, der dichtende Schaffner Donato Sarratore, und dessen Antipode, sein Sohn Nino.

### Themen und Motive

#### Neapel

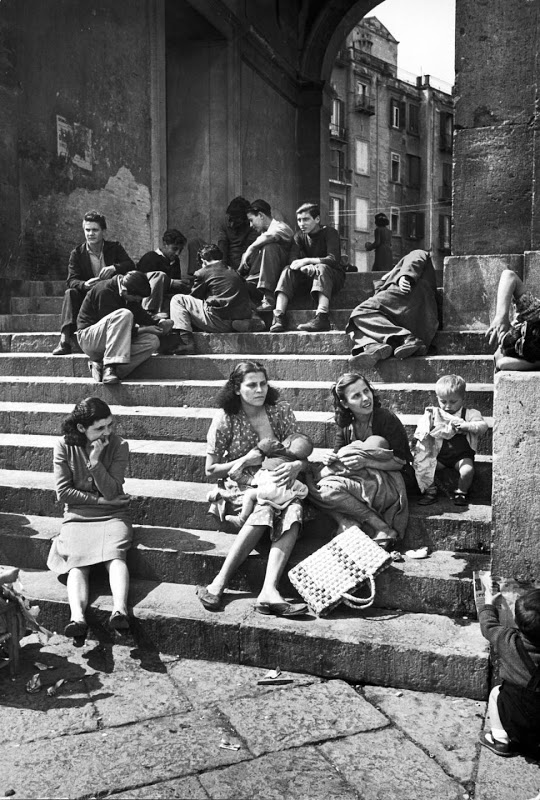
Junge Mütter in Neapel 1947.- Lila und Elena sind zu der Zeit knapp 3, ihre Mütter etwa so alt wie diese.

Abgesehen von der Episode auf Ischia, ist Neapel der einzige Handlungsort des ersten Bandes der Tetralogie. Als Rezipientin habe sie ihn, so Maike Albath, auf mehreren Ebenen wahrgenommen: konkret, metaphorisch und sozial.
Das Konkrete wird von anderen Kritikern vor allem als Leseerlebnis geschildert: Bezogen auf den Beginn heißt es zum Beispiel, man sei, mit dem Aufstieg der Mädchen zu Don Achille, „sofort in einer Szenerie, in der es knistert“, und mit Bezug auf den ganzen Roman, er lebe von der „Kunstfertigkeit der Autorin, den Rione, das Viertel, in dem die Mädchen aufgewachsen sind, sinnlich erfahrbar zu machen [...] seine Bewohner […und] die alte Stadt selbst mit ihrem violetten Licht der Höfe, [...] den schmutzigen Häusern, dreckigen Straßen und dem Geruch der Armut auf den Treppenabsätzen“ – so intensiv, dass sie, die Stadt, „zur wahren Protagonistin des Romans“ werde.
Über ihren Geburtsort sagt Ferrante, sie sei eine „prophetische Stadt“, die das „Schlimmste und Beste der Welt“ vorwegnehme. Ähnlich rezipiert Albath das in Meine geniale Freundin beschriebene Neapel: Es stehe „für die Bedingungen des Menschseins an sich“, antizipiere „mit seinen Gesetzen, der eruptiven Gewalt, den starren Gesellschaftsklassen, der Verrohung und dem kriminellen Untergrund“ die Entwicklung Italiens und sogar Europas. Die „metaphorischen Qualitäten“ zeigten sich auch in der Bezeichnung des Stadtbezirks, in dem der Roman angesiedelt ist: Obwohl er Züge der Gegend von Forcella trage, wird er stets nur allgemein „Rione“ genannt, zu Deutsch „Stadtviertel“.
Das Denken der meisten Bewohner des Rione reicht über die Grenzen ihres Viertels nicht hinaus; die Welt außerhalb existiert für sie praktisch nicht. Ein solcher abgeschlossener sozialer Raum ist, laut Albath, der Nährboden für „tribalistische Verhältnisse“ und für „das, was der amerikanische Soziologe Edward Banfield als ‚amoralischen Familismus‘ bezeichnete“ – für eine Welt also, in der „Töchter […] aus dem Fenster geworfen [...] und an den solventesten Freier im Kiez verhökert werden“.
Der auf diesem Nährboden mit gedeihenden neapolitanischen Camorra begegnen die Mädchen früh – und wagen sich gleich an deren Boss, Don Achille, den ihre Fantasie mit dem Unhold aus den Märchen verschmilzt. Unbewusst suchen sie diese Begegnung sogar, legen sie doch beim Spielen ihre Puppen immer gefährlich nahe an den Rand des dunklen Kellerschachts, den sie wiederum mit der großen schwarzen Tasche assoziieren, in der der „Unhold“ immer alles verschwinden lasse – sodass sie, als sie schließlich ihre Puppen gegenseitig mit Absicht hinunterwerfen, genau zu wissen glauben, wer sie hat. „Das schwarze Loch des organisierten Verbrechens“, so Franz Haas, „wird symbolisch immer wieder aufklaffen im Verlauf des Romanzyklus.“

#### Emanzipation

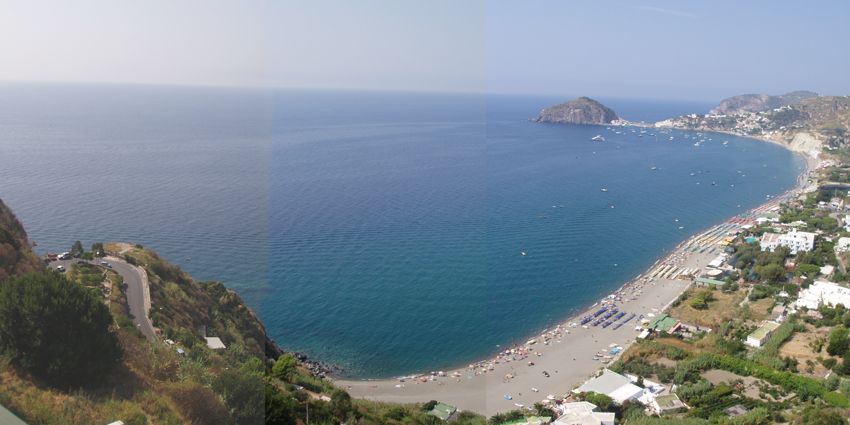
Der Maronti-Strand auf Ischia: Mit knapp 15 ist Elena im Sommer 1959 erstmals am Meer.

Auf die Frage, was für sie Freundschaft bedeute, antwortete Ferrante in einem Interview, sie sei ein Schritt aus dem Privaten heraus, der Versuch, den eigenen Wert außerhalb der Familie zu erfahren. Insofern ist die Freundschaft, die sie ins Zentrum ihres Romans rückt, für die Mädchen an sich schon ein Akt der Emanzipation. Er wird ihnen auch nicht verwehrt. Schwieriger gestaltet es sich mit allen anderen.
Das beginnt mit der Entdeckung der Welt außerhalb ihres Rione. Von ihren Eltern ist dieser Schritt nicht vorgesehen. Folglich müssen sie Regeln verletzen – und scheitern. Beim ersten Mal noch als Grundschülerinnen, als sie einen heimlichen Fußmarsch beschließen, um das Meer zu sehen, dafür einen Tag die Schule schwänzen, aber vorzeitig umkehren, weil sie die Entfernung unterschätzt haben und weil Elena ihre Freundin erstmals unentschlossen erlebt und sie selbst noch nicht mutig und emanzipiert genug ist, um voranzugehen. Später unternehmen sie als Teenager – begleitet auch von männlichen Freunden – Streifzüge durch wohlhabendere Viertel, bei denen sie sich jedoch fremd fühlen und die in gewalttätigen Auseinandersetzungen mit Jugendlichen aus den besseren Kreisen enden.

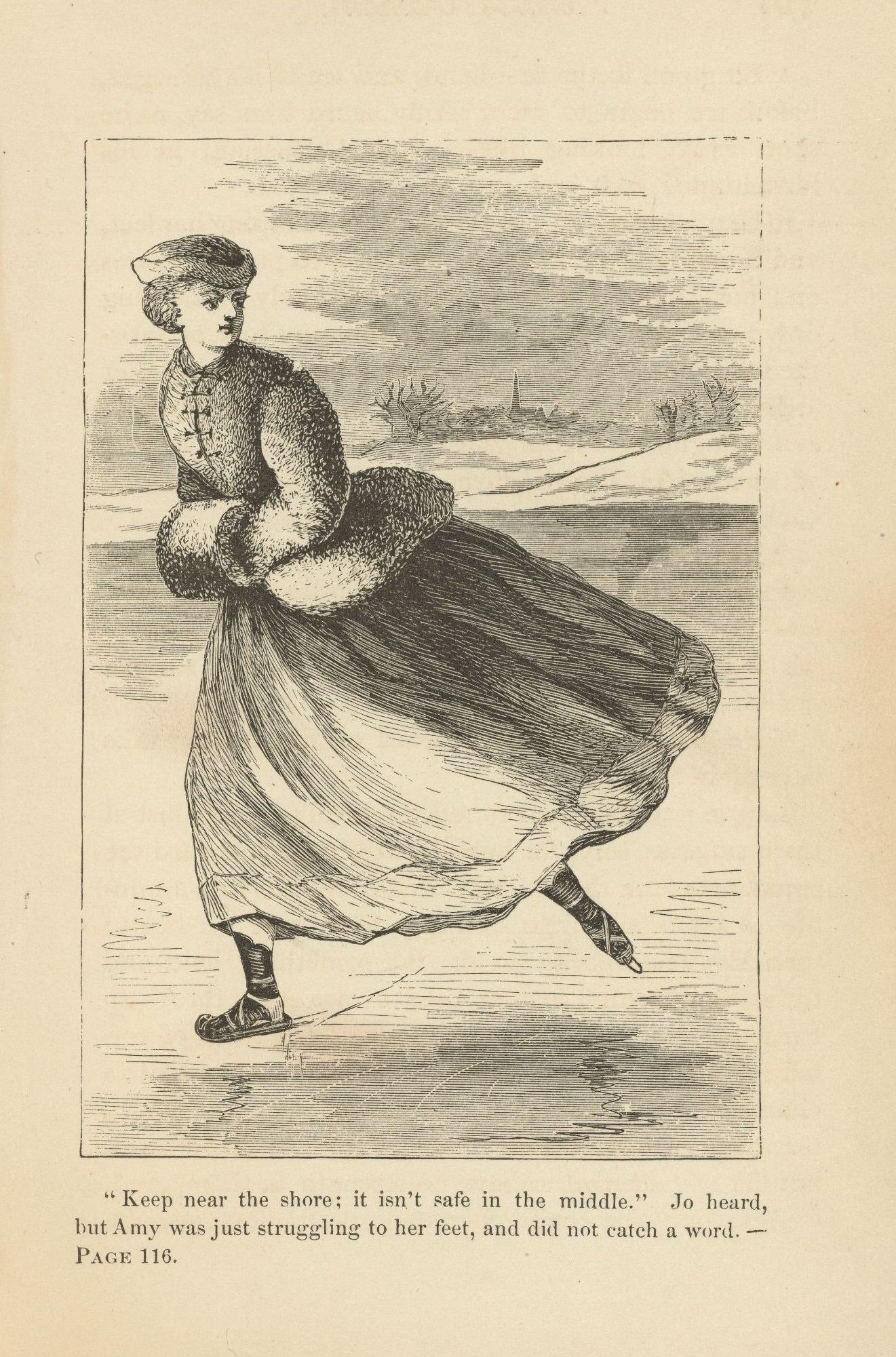
Betty und ihre Schwestern: Das Buch, das Lila und Elena gemeinsam kaufen und lieben. - Jo, eine der 4 Protagonistinnen (im Bild): Für Ferrante selbst eine ihrer literarischen Heldinnen.

Noch schwerer ist es mit der Befreiung aus der Armut. Dabei fehlt es den Mädchen weder an Fantasie noch an Tatkraft. Schon ihre erste Idee führt sie ganz nah an ihre „Bestimmung“ und entsteht buchstäblich aus einer gemeinsamen „Investition in die Zukunft“: Von dem Geld, das ihnen Don Achille für ihre verlorenen Puppen gegeben hat, kaufen sie einen Roman (Betty und ihre Schwestern), aus dessen Lektüre sie die Hoffnung schöpfen, sie könnten später reich werden, indem sie selbst einen schreiben. Wie üblich schreitet Lila sofort zur Tat und verfasst „Die blaue Fee“, eine Geschichte, von der nur Elena anhaltend begeistert ist und die genauso ungedruckt bleibt wie viele Jahre später ihr erster Artikel, von dem sie sich als Gymnasiastin eine identitätsstiftende Wirkung erhoffte.
Lilas zweiter Anlauf – sie ist ebenso kreativ im Malen – lässt nicht lange auf sich warten und ist, nach Abbruch ihrer Schulkarriere, ein doppelter Akt der Emanzipation: Statt – wie man von ihr erwartet – nur ihrer Mutter im Haushalt zu helfen, erobert sie sich einen Platz in der väterlichen Schusterwerkstatt; statt dort nur an der Seite der Männer zu werkeln, entwirft sie selbst Schuhe – in der Hoffnung, mit ihnen ein familieneigenes Label zu gründen. Unter Mithilfe ihres Bruders Rino gelingt es ihr auch, eins ihrer Modelle zu fertigen, doch mangelnde handwerkliche Ausbildung, Rinos Ungeduld und die Borniertheit ihres Vaters bringen ihr Projekt ins Stocken, bis Stefano auf den Plan tritt und es mit seiner Investition möglich macht, aber eben zum Preis ihrer Verheiratung.
Dass der Roman gerade am Beispiel Lilas zum Scheitern verurteilte Emanzipationsversuche einer Frau in einer „von Männern dominierten“ Gesellschaft zeigt, liegt auf der Hand. Dennoch erzählt er auch von wenigstens einem solchen emanzipatorischen Versuch eines Mannes: Stefano selbst. An Silvester 1958 will er, der älteste Sohn des ermordeten Camorrista Don Achille Carracci, mit der Vergangenheit brechen („alles auf null stellen“), indem er nicht nur Freunde, sondern auch alte Feinde einlädt, allen voran Pasquale Peluso, den Sohn des vermeintlichen Mörders seines Vaters. Was alle in ihrer Vorfreude ausblenden, ist, dass Stefanos eigentlicher Antrieb purer Egoismus ist: Er will die eigene Partei stärken gegenüber neuen „Feinden“, den Solaras, einer anderen Camorra-Familie, die mit ihm um die Vorherrschaft im Rione ringen. Folgerichtig gerät das Feuerwerk, der anerkannte Höhepunkt der Silvesterfeier, zur Machtdemonstration, zum „Krieg der Männer“, und schafft nur neue Abhängigkeiten – das Gegenteil also von Emanzipation.
Die Möglichkeiten, die Elena und Lila in einer „Männergesellschaft“ wie dieser haben, um „dem Drama eines traditionellen Frauenlebens“ zu entgehen, sind, laut Iris Radisch, „Fluchtwege“, und es gebe deren nur zwei: Der eine führe über Bildung zu Anerkennung und Wohlstand, der andere über eine „vorteilhafte Heirat“. Gemessen daran, ist Lila schon als 15-Jährige doppelt unfrei. Der eine „Fluchtweg“ ist ihr bereits versperrt, und der übrig bleibende lässt ihr nur die „Wahl“ des weniger „unvorteilhaften“ Bewerbers. Was Wohlstand und Komfort angeht, hat Lila mit ihrer Heirat den Rione weit hinter sich gelassen. Inwiefern sie ihm dennoch verhaftet bleibt, verkündete Maestra Oliviero schon Jahre zuvor Elena mit ihrer düsteren Prognose, Lila sei „Plebs“, „Pöbel“, wolle es bleiben und verdiene es daher nicht besser. Diese Warnung, so James Wood, schwebt während des gesamten ersten Bandes wie die Prophezeiung einer klassischen Tragödie über Elena, bis sie bei der finalen Hochzeitsfeier dieses Pöbelhafte noch besser versteht – als Teil von ihnen allen und als etwas, wovon sie loskommen, sich emanzipieren will.

## Adaptionen
Die englische Dramatikerin April De Angelis adaptierte die gesamte neapolitanische Saga in ein zweiteiliges Theaterstück mit einer Gesamtspielzeit von viereinhalb Stunden. Die Erstaufführung fand im März 2017 am Rose Theater im Royal Borough of Kingston upon Thames statt.
Unter der Regie von Saverio Costanzo entstand eine Verfilmung des Romans als Fernsehserie, deren Erstausstrahlung auf HBO am 18. November 2018 begann und die auch in Deutschland erschien (→ Hauptartikel: Meine geniale Freundin (Fernsehserie)).

### Textausgaben
- Elena Ferrante: L’amica geniale: Infanzia, adolescenza. Edizioni e/o, Rom 2011, ISBN 978-88-6632-032-6.
- Elena Ferrante: Meine geniale Freundin. Suhrkamp, Berlin 2016, ISBN 978-3-518-42553-4. (eine Woche lang im Jahr 2016 auf dem Platz 1 der Spiegel-Bestsellerliste)
  - Taschenbuch-Ausgabe: Meine geniale Freundin. Suhrkamp, Berlin 2018, ISBN 978-3-518-46930-9.

### Sekundärliteratur
- Grace Russo Bullaro, Stephanie V. Love (Hrsg.): The Works of Elena Ferrante : Reconfiguring the Margins. Palgrave Macmillan, New York 2016, ISBN 978-1-137-59062-6.